# Пелкульское
Пелкульское — озеро на территории Паданского сельского поселения Медвежьегорского района Республики Карелии.

## Общие сведения
Площадь озера — 8,5 км², площадь водосборного бассейна — 151 км². Располагается на высоте 144,4 метров над уровнем моря.
Форма озера лопастная, продолговатая: вытянуто с северо-запада на юго-восток. Берега изрезанные, каменисто-песчаные, местами заболоченные.
В северо-западную оконечность озера впадает протока, вытекающая из озера Питкоярви.
Через озеро протекает река Пелкула, протекающая выше через озеро Малое Палосъярви и втекающая с правого берега в реку Волому, впадающую в Сегозеро.
В озере расположено не менее семи безымянных островов различной площади.
К югу от озера проходит лесная дорога.
Код объекта в государственном водном реестре — 02020001111102000007697.